# Cascade (Idaho)
Cascade es una ciudad ubicada en el condado de Valley en el estado estadounidense de Idaho. En el año 2010 tenía una población de 939 habitantes y una densidad poblacional de 86,15 personas por km². Se encuentra a la orilla del curso medio del río Payette, un afluente del río Snake, a su vez, afluente del Columbia.

## Geografía

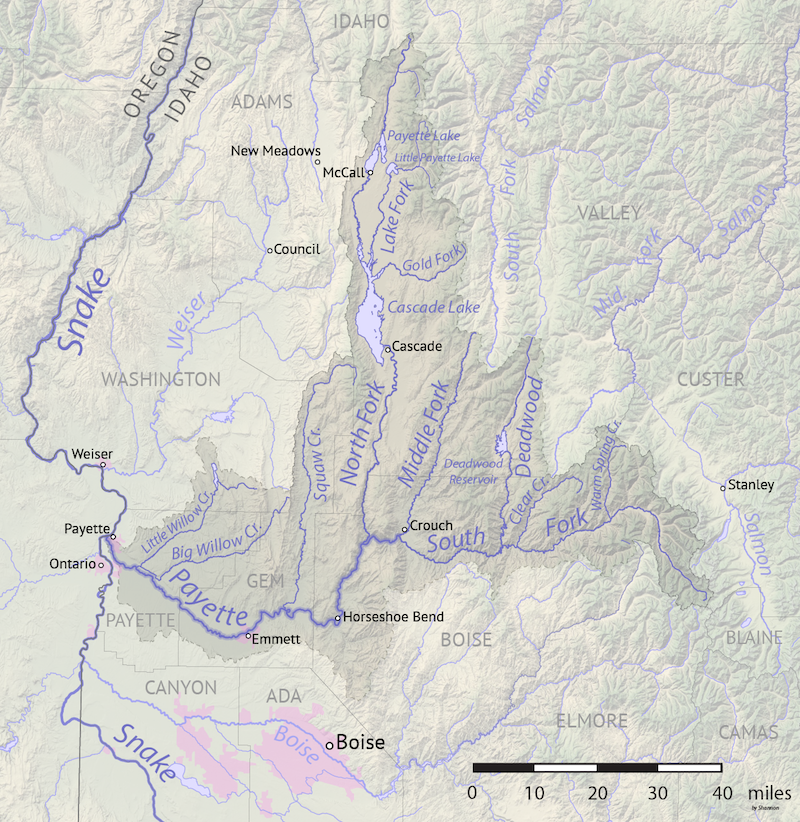
Mapa del río Payette donde se ve Cascade a la orilla sur del lago Cascade

Cascade se encuentra ubicado en las coordenadas 44°30′56″N 116°2′37″O / 44.51556, -116.04361. Según la Oficina del Censo, la localidad tiene un área total de 10,9 km² (4,2 mi²), de la cual 9,4 km² (3,6 mi²) es tierra y 1,5 km² (0,6 mi²) (14.05%) es agua.

## Demografía
En el 2000 la renta per cápita promedia del hogar era de $32,411, y el ingreso promedio para una familia era de $37,813. En 2000 los hombres tenían un ingreso per cápita de $36,250 contra $20,139 para las mujeres. El ingreso per cápita para la localidad era de $17,330. Alrededor del 12.1% de la población estaba bajo el umbral de pobreza nacional.